# Wadelai
Wadelai es una aldea del norte de Uganda en el Nilo Blanco y fue la última sede principal de Emin Pasha cuando fue gobernador de Equatoria.
Se encuentra a 2° 43' 60N, 31° 23' 60E, a unos 320 km en una línea recta al noroeste del norte de Entebbe en el Lago Victoria, y cerca de 116 km por río debajo de Butiaba en el lago Alberto. Los británicos construyeron una sede de gobierno en una colina de 50 a 60 metros sobre el Nilo en un lugar donde el río se estrecha 147 m y alcanza una profundidad de 9 metros. En ese lugar había un medidor de caudal con la función de medir la descarga del río.
Wadelai fue visitado por un europeo por primera vez en 1875 por el teniente H. Chippendall y su nombre fue dado en honor a un jefe tribal, que cuando fue visitado por Gessi Pasha mientras este realizaba la circunnavegación del lago Alberto, gobernó el distrito circundante como un vasallo de Kabarega, rey de Bunyoro. La región fue anexada a Egipto y la aldea de Wadelai fue elegida como sede de gobierno. El puesto de mando estaba en la orilla occidental del Nilo, por debajo de la estación existente.
Por algún tiempo Emin Pasha tuvo su cuartel general en Wadelai, evacuando el lugar en diciembre de 1888. A partir de entonces, durante algunos años, el distrito fue dominado por los madistas. En 1894, la bandera británica fue izada en Wadelai, en ambas orillas del Nilo, por el mayor E. R. Owen. Alrededor de doce años más tarde, el puesto de gobierno fue retirado. Hay un pueblo al pie de la colina.
Winston Churchill describió a Wadelai como "Una ruina recientemente abandonada" después de una visita en 1907. Se realizó un censo poblacional en 1963.